# Нижний Козьмяш
Нижний Козьмяш — село в Чернушинском районе Пермского края. Входит в состав Павловского сельского поселения.
Находится примерно в 15 км к востоку от центра города Чернушки.

## Население
По результатам переписи 2010 года численность населения составила 192 человека, в том числе 89 мужчин и 103 женщины.
В 2005 году численность населения составляла 212 человек.